# Protogygia querula
Protogygia querula là một loài bướm đêm trong họ Noctuidae.